# Ligne Kintetsu Tenri
 (septembre 2020).
Si vous disposez d'ouvrages ou d'articles de référence ou si vous connaissez des sites web de qualité traitant du thème abordé ici, merci de compléter l'article en donnant les références utiles à sa vérifiabilité et en les liant à la section « Notes et références ».
La ligne Kintetsu Tenri (近鉄天理線, Kintetsu Tenri-sen) est une ligne ferroviaire du réseau Kintetsu située dans la préfecture de Nara au Japon. Elle relie la gare de Hirahata à celle de Tenri. C'est une branche de la ligne Kintetsu Kashihara.

## Histoire
La ligne a été inaugurée le 7 février 1915 à l'écartement 762 mm. La ligne est convertie en 1921 à l'écartement normal.

## Caractéristiques

### Ligne
- Ecartement : 1 435 mm
- Alimentation : 1 500 V par caténaire

### Interconnexion
La ligne est interconnectée avec la ligne Kintetsu Kashihara à Hirahata.

### Liste des gares
La ligne comporte 4 gares numérotées de H32 à H35.
| Numéro | Gare         | Nom japonais | Distance depuis Hirahata (km) | Correspondances                       | Localisation   | Localisation       |
| ------ | ------------ | ------------ | ----------------------------- | ------------------------------------- | -------------- | ------------------ |
| H32    | Hirahata     | 平端         | 0                             | Kintetsu : Kashihara (interconnexion) | Yamatokōriyama | Préfecture de Nara |
| H33    | Nikaido (ja) | 二階堂       | 1,3                           |                                       | Tenri          | Préfecture de Nara |
| H34    | Senzai       | 前栽         | 3,2                           |                                       | Tenri          | Préfecture de Nara |
| H35    | Tenri        | 天理         | 4,5                           | JR West : Sakurai                     | Tenri          | Préfecture de Nara |